# Potou
Pour les articles homonymes, voir Potou (homonymie).
Potou est une localité du nord-ouest du Sénégal.

## Histoire
Potou, situé à 34 km de Louga, est un village très connu pour son divertissement culturel et commercial du fait de son marché hebdomadaire classé parmi les plus grands au Sénégal. Potou est habité par les Wolofs, les Peuls, les Maures et les Sérères.

## Administration
Potou fait partie de la Commune rurale de Léona dans le département de Louga et la région de Louga.

## Géographie
Les localités les plus proches sont Keur Koura, Gnayam, Maka Mor, Madike, Mboyene, Sam et Longor.

### Population
Selon le PEPAM (Programme d'eau potable et d'assainissement du Millénaire), Potou compte 990 habitants et 95 ménages. À Potou Ii on dénombre 94 personnes pour 9 ménages.

### Activités économiques
Situé dans la zone des Niayes, Potou est un grand centre maraîcher.